# Piper PA-28
 (mai 2017).
Si vous disposez d'ouvrages ou d'articles de référence ou si vous connaissez des sites web de qualité traitant du thème abordé ici, merci de compléter l'article en donnant les références utiles à sa vérifiabilité et en les liant à la section « Notes et références ».
Le Piper PA-28 est un avion léger construit par Piper Aircraft.
Il s'agit d'un avion en métal, monomoteur à pistons, non pressurisé, à ailes basses, à train tricycle et muni d'une seule porte du côté du copilote. Il a été décliné en plusieurs versions depuis 1960 : Cherokee, Warrior, Archer, Dakota, Arrow et il est toujours en production en 2023.
32 778 PA-28 ont été construits[Quand ?], ce qui en fait le 4e avion le plus produit au monde.
Les Archer et Arrow (à train rentrant) sont toujours au catalogue. Ils sont équipés de série du glass cockpit Garmin G1000 et G500.

## Piper PA-28 Warrior

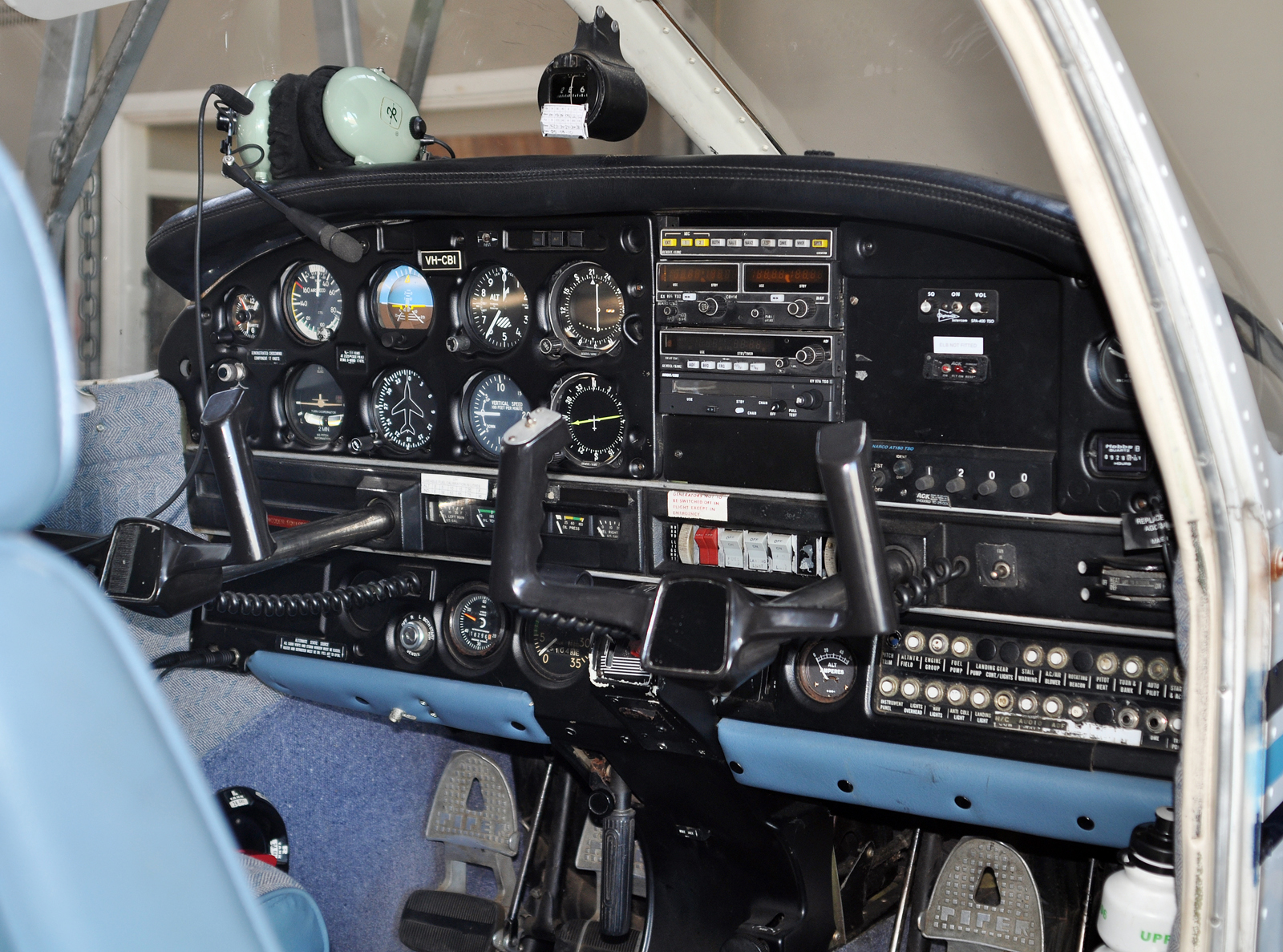
Tableau de bord d'un Piper PA-28/161 Warrior II de 1980.

Le Piper PA-28 Warrior (PA-28/150 pour 150 ch) est une évolution en date de 1962 du PA-28/160 (160 ch). Ce nouvel appareil de conception simple à aile rectangulaire est construit avec un nombre de pièces réduit au minimum. Sa carrière verra la production de trois modèles que sont le 150B (avec l'évolution 150C) de 1962 à 1967, le 140 (et ses évolutions B, C, D, E et F) de 1964 à 1973 et 151 de 1974 à 1977. Le modèle PA-28/140 plutôt biplace et le 2+2 qui est affublé du suffixe 4 ou encore "Cruiser" sera lancé afin de remédier à l'absence d'un biplace école dans la gamme. La réelle évolution du modèle apparaît en 1974 avec un petit allongement du fuselage et une nouvelle aile semi-trapézoïdale apportant beaucoup aux performances. Il s'agit alors du PA-28/151 Warrior qui sera construit jusqu'en 1977 avant son remplacement par le PA-28/161, de construction identique mais motorisé en 160 ch.

## Piper PA-28 Cherokee

### Conception originale
Les Cherokee originaux (1961) sont les Cherokee 150 et Cherokee 160 (sauf mention contraire, les chiffres désignent la puissance moteur) puis (1962) Cherokee 180 équipé de moteur Lycoming O-360 de 180 ch.

### Développement
Piper a vite amélioré le PA-28 Cherokee avec le Cherokee 235 en 1963, équipé de moteur Lycoming O-540 de 235 ch, le fuselage a été allongé et les ailes améliorées. En 1968, Piper modernisa l'avion en ajoutant une troisième vitre latérale et un levier de commande moteur en remplacement de la tirette des gaz. En 1979 vient le PA-28 Dakota.

## Construction et caractéristiques
Biplaces ou quadriplaces de construction métallique à ailes basses qui contiennent les réservoirs de carburant structurels (136 à 189 L), les gouvernes sont commandées par câble. Les volets à fente sont commandés par transmission mécanique et un levier situé entre les sièges avant. Le fuselage allongé du modèle 151 permet l'adjonction d'une troisième vitre latérale arrière. La dérive est classique et l'empennage, monobloc avec antitab. Le train tricycle à amortissement oléopneumatique possède une roulette avant conjuguée aux palonniers. Le freinage différentiel est situé en haut des palonniers. Il est hydraulique et à disques. La large voie du train principal assure une bonne défense au vent de travers lors des atterrissages.
L'accès à bord se fait par une unique porte latérale à droite du fuselage et s'ouvrant vers l'avant. Cette porte se verrouille avant décollage par deux verrous. Les modèles 140 ne possèdent pas d'accès à la soute à bagages. Le pilotage se fait par volant. L'habitacle est large et confortable.

## Caractéristiques principales des variantes

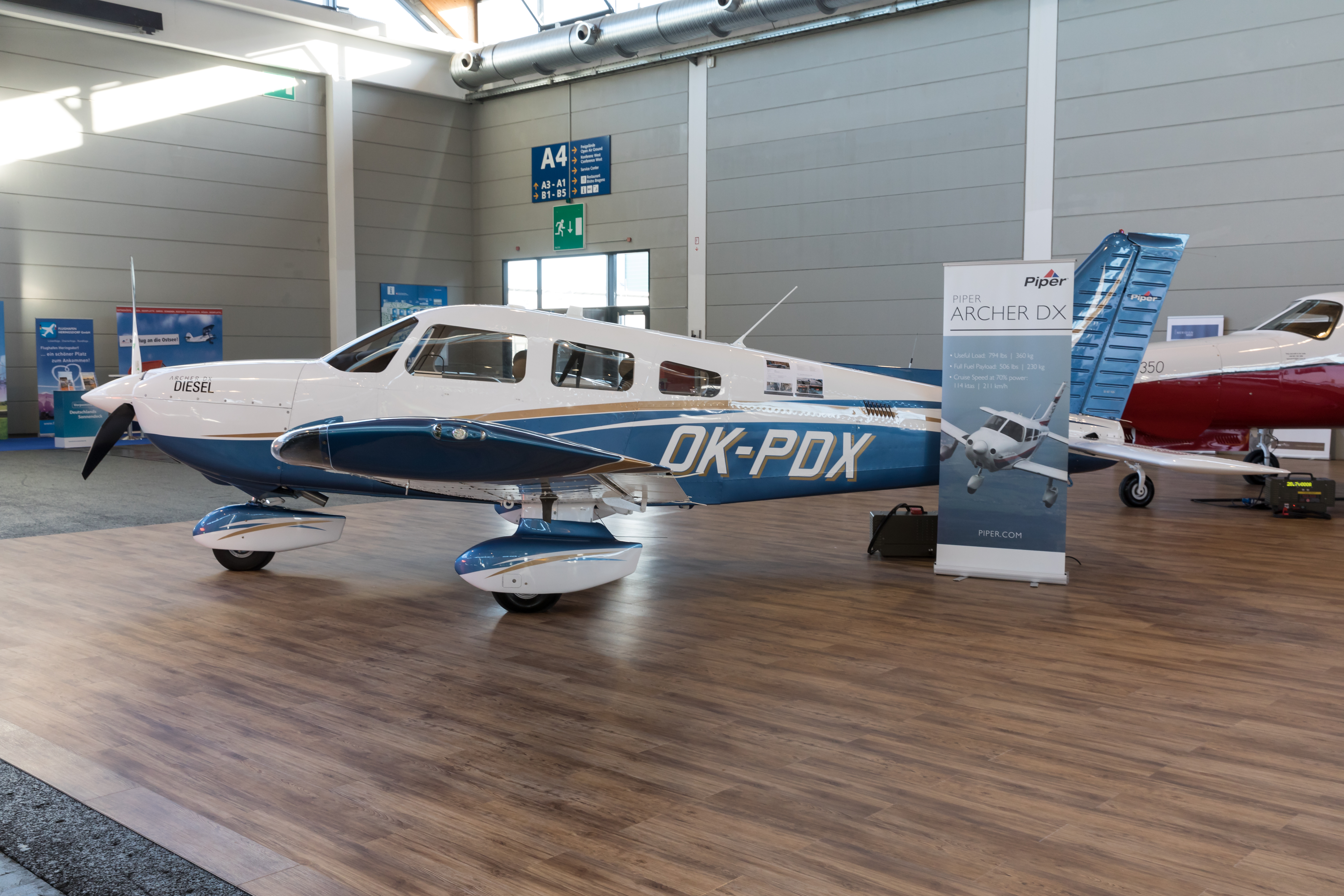
Un Archer DX construit en 2016.

### PA-28-140 Cherokee Cruiser
2 places, train d'atterrissage fixe, moteur Lycoming O-320-E2A ou O-320-E3D de 150 ch, masse maximale 885 kg. Première certification le 14 février 1964. Augmentation de la capacité à 4 places et 975 kg le 17 juin 1965.

### PA-28-150 Cherokee
4 places, train d'atterrissage fixe, moteur Lycoming O-320-A2B ou O-320-E2A de 150 ch, masse maximale 975 kg. Certifié le 2 juin 1961.

### PA-28-151 Cherokee Warrior
4 places, train d'atterrissage fixe, moteur Lycoming O-320-E3D de 150 ch, masse maximale 1055 kg. Certifié le 9 août 1973. Les ailes ont été allongées par rapport à celles du PA-28-150.

### PA-28-160 Cherokee
4 places, train d'atterrissage fixe, moteur Lycoming O-320-B2B ou O-320-D2A de 160 ch. Masse maximale 998 kg. Certifié le 31 octobre 1960.

### PA-28-161 Warrior II
4 places, train d'atterrissage fixe, moteur Lycoming O-320-D3G ou O-320-D2A de 160 ch. Masse maximale 1055 kg. Certifié le 2 novembre 1976. Ailes allongées par rapport au PA-28-160. Certifié à 1107 kg le 1er juillet 1982.

### PA-28-161 Warrior III
4 places, train d'atterrissage fixe, moteur Lycoming O-320-D3G de 160 ch. Masse maximale 1107 kg. Certifié le 1er juillet 1994.

### PA-28-180 Cherokee
4 places, train d'atterrissage fixe, moteur Lycoming O-360-A3A or O-360-A4A de 180 ch, masse maximale 1089 kg. Certifié le 3 août 1962.

### PA-28-180 Archer
4 places, train d'atterrissage fixe, moteur Lycoming O-360-A4A or O-360-A4M de 180 ch, masse maximale 1111 kg. Certifié le 22 mai 1972. Le fuselage est allongé de 13 cm par rapport au Cherokee, l'envergure a été augmentée, l'empennage horizontal élargi, ainsi que d'autres modifications.

### PA-28-181 Archer II
4 places, train d'atterrissage fixe, moteur Lycoming O-360-A4M or O-360-A4A de 180 ch, masse maximale 1157 kg. Certifié le 8 juillet 1975.

### PA-28-181 Archer III
4 places, train d'atterrissage fixe, moteur Lycoming O-360-A4M de 180 ch, masse maximale 1157 kg. Certifié le 30 août 1994.
Le 9 octobre 2020, Piper Aircraft annonce la certification du 5000ème Piper Archer.

### PA-28-201T Turbo Dakota
4 places, train d'atterrissage fixe, moteur turbocompressé Continental TSIO-360-FB de 200 ch, masse maximale 1315 kg. Certifié le 14 décembre 1978.

### PA-28-235 Cherokee Pathfinder
4 places, train d'atterrissage fixe, moteur Lycoming O-540-B2B5, O-540-B1B5, ou O-540-B4B5 de 235 ch, masse maximale 1315 kg. Certifié le 15 juillet 1963.
4 places, train d'atterrissage fixe, moteur Lycoming O-540-B4B5 de 235 ch, masse maximale 1361 kg. Certifié le 9 juin 1972. Par rapport à la version de 1963, le fuselage est allongé de 13 cm, l'envergure a été augmentée, l'empennage horizontal est plus large, la masse maximale a augmenté.

### PA-28-236 Dakota
4 places, train d'atterrissage fixe, moteur Lycoming O-540-J3A5D de 235 ch, masse maximale 1361 kg. Certifié le 1er juin 1978.

### PA-28S-160 Cherokee
4 places, hydravion, moteur Lycoming O-320-D2A de 160 ch, masse maximale 971 kg. Certifié le 25 février 1963.

### PA-28S-180 Cherokee
4 places, hydravion, moteur Lycoming O-360-A3A ou O-360-A4A de 180 ch, masse maximale 1008 kg. Certifié le 10 mai 1963.

### PA-28R-180 Arrow
4 places, train rentrant, moteur Lycoming IO-360-B1E de 180 ch, masse maximale de 1134 kg. Certifié le 8 juin 1967.

### PA-28R-200 Arrow
4 places, train rentrant, moteur Lycoming IO-360-C1C de 200 ch, masse maximale 1179 kg. Certifié le 16 janvier 1969.

### PA-28R-200 Arrow II
4 places, train rentrant, moteur Lycoming IO-360-C1C ou C1C6 de 200 ch, masse maximale 1202 kg. Certifié le 2 décembre 1971. Fuselage allongé de 13 cm par rapport à l'Arrow de 1969, envergure augmentée, empennage horizontal plus large, augmentation de la masse maximale.

### PA-28R-201 Arrow III
4 places, train rentrant, moteur Lycoming IO-360-C1C6 de 200 ch, masse maximale 1247 kg. Certifié le 2 novembre 1976.

### PA-28R-201T Turbo Arrow III
4 places, train rentrant, moteur turbocompressé Continental TSIO-360-F ou TSIO-360-FB de 200 ch, masse maximale 1315 kg. Certifié le 2 novembre 1976.

### PA-28RT-201 Arrow IV
4 places, train rentrant, moteur Lycoming IO-360-C1C6 de 200 ch, masse maximale 1247 kg. Certifié le 13 novembre 1978. Doté d'un empennage en T.

### PA-28RT-201T Turbo Arrow IV
4 places, train rentrant, moteur turbocompressé Continental TSIO-360-FB de 200 ch, masse maximale 1315 kg. Certifié le 13 novembre 1978.

### PA-28-161 Cadet
4 places, train d'atterrissage fixe, moteur Lycoming O-320-D2A ou -D3G de 160 ch, masse maximale 1055 kg. Remplacé dans les années 1980 par le PA-38 Tomahawk en tant qu'avion école.

### Archer DX
4 places, train d'atterrissage fixe, moteur diesel turbocompressé Continental CD-155 de 155 ch. Présenté au salon AERO Friedrichshafen en 2014.

### Pilot 100 et Pilot 100i
4 places, version d'entrainement avec une avionique modernisée dont un Electronic flight instrument system Garmin G3X, moteur Lycoming IO-360 de 180 ch. Présenté en 2018, certifié par l'Agence européenne de la sécurité aérienne le 27 aout 2021. Cout unitaire en 2021 : 298 900 dollars.

## Accidents
- Le 9 septembre 1969 : collision (en) entre un Douglas DC-9 de Allegheny Airlines et un Piper PA-28 à proximité de Fairland (Indiana). Cette collision a fait 83 victimes.
- Le 31 août 1986 : collision entre un Douglas DC-9 de Aeroméxico et un Piper PA-28-181 Archer au-dessus de Cerritos (Californie). Cette collision a fait 82 victimes dont quinze au sol.
- Le 18 février 2010 : attaque suicide d'un pilote aux commandes d'un Piper PA-28-236 Dakota sur le bâtiment de l'Internal Revenue Service à Austin (Texas). Cet acte a fait deux victimes dont une au sol.